# Číčenice
Číčenice jsou obec v okrese Strakonice v Jihočeském kraji. Žije v ní 476 obyvatel. Nachází se čtyři kilometry východně od Vodňan, při silnici mezi Vodňanami a Týnem nad Vltavou. Je zde mateřská škola v budově bývalé základní školy. K obci též patří vesnice Strpí a Újezdec.

## Historie
První písemná zmínka o vesnici pochází z roku 1335, kdy je uváděna jako Cziczenica media villa. Antonín Profous uvádí, že ves se původně pravděpodobně jmenovala Čiečenice od významu ves lidí Čiečenových. V roce 1868 zde bylo postaveno nádraží. Koncem druhé světové války dne 23. dubna 1945 kolem 17. hod. zde došlo k tragické události – motorový osobní vlak z Týna nad Vltavou byl u vjezdového návěstidla číčenického nádraží napaden hloubkařem – zahynulo 14 lidí, 40 cestujících bylo zraněno.

## Obyvatelstvo
| Rok            | 1869 | 1880 | 1890 | 1900 | 1910 | 1921 | 1930 | 1950 | 1961 | 1970 | 1980 | 1991 | 2001 | 2011 | 2021 |
| -------------- | ---- | ---- | ---- | ---- | ---- | ---- | ---- | ---- | ---- | ---- | ---- | ---- | ---- | ---- | ---- |
| Počet obyvatel | 508  | 649  | 599  | 637  | 709  | 796  | 771  | 606  | 565  | 503  | 529  | 458  | 453  | 462  | 429  |
| Počet domů     | 93   | 94   | 100  | 101  | 108  | 114  | 140  | 158  | 146  | 143  | 136  | 150  | 168  | 174  | 182  |

## Obecní správa

### Místní části
Obec Číčenice se skládá ze tří částí, které leží v katastrálním území Číčenice:
- Číčenice
- Strpí
- Újezdec

V letech 1850–1920 k obci patřila i Čavyně.

### Obecní symboly
Znak a vlajka byly obci uděleny rozhodnutím předsedy Poslanecké sněmovny Parlamentu České republiky dne 19. listopadu 2009.

## Doprava
Vesnicí vede silnice II/141. Na východním okraji vsi stojí číčenické nádraží na trati Plzeň – České Budějovice, na kterém začínají tratě do Týna nad Vltavou a do Volar. 

## Pamětihodnosti
- Ve vsi jsou památkově chráněny tři statky se štíty ve stylu selského baroka (čp. 16, 17 a 18).
- Železniční most trati Číčenice–Volary.
- Usedlost čp. 11 s kovárnou (evidována jako kulturní památka od 28. října 2022).

## Osobnosti
- Vít Fučík (1733–1804), podle nedoložených zpráv první letec světa. Žil v blízkém Klůsu za vesnicí Strpí.
- Ctirad John (1920–2018), imunolog a mikrobiolog